# Теорема Дарбу в симплектичній геометрії
Теорема Дарбу в симплектичній геометрії — твердження, про те, що для будь-якої невиродженої симплектичної структури, заданої на {\displaystyle M^{2n}} для будь-якої точки існує відкритий окіл з локальними координатами {\displaystyle p_{1},...p_{n},q_{1},...,q_{n}} такими, що форма {\displaystyle \omega =\sum _{j}dp_{j}\wedge dq_{j}} може бути представлена в канонічному вигляді. Такі координати називаються координатами Дарбу, простір {\displaystyle M^{2n}} із такою симплектичною структурою - типовим симплектичним простором. 

## Формулювання
Нехай {\displaystyle \omega _{ij}} — симплектична структура на {\displaystyle M^{2n}}. Тоді для будь-якої точки {\displaystyle x\in M} завжди існує окіл з локальними регулярними координатами {\displaystyle p_{1},...p_{n},q_{1},...,q_{n}} такими, що в них форма {\displaystyle \omega } записується в найпростішому канонічному вигляді {\displaystyle \sum _{i}dp_{i}\wedge dq_{i}}, тобто в кожній точці цього околу матриця {\displaystyle \left(\omega _{ij}\right)} має вигляд {\displaystyle {\begin{pmatrix}0&E\\-E&0\end{pmatrix}}}.
Типовий симплектичний простір у координатному просторі {\displaystyle \mathbb {R} ^{2n}} виражається через матрицю {\displaystyle \omega _{ij}={\begin{pmatrix}0&-E_{n}\\E_{n}&0\end{pmatrix}},} де {\displaystyle E_{n}} - одинична {\displaystyle n\times n}-матриця: {\displaystyle \omega (v,w)=\langle \omega _{ij}v,w\rangle ,} де {\displaystyle \sum v_{k}w_{k}} є евклідовим скалярним добутком у {\displaystyle \mathbb {R} ^{2n}}. Множення на {\displaystyle \omega _{ij}} задає комплексну структуру у {\displaystyle \mathbb {R} ^{2n}}, оскільки {\displaystyle \omega _{ij}^{2}=-E_{2n}.}
Пряма сума лінійного простору із спряженим до нього {\displaystyle V=X^{*}\oplus X} наділена канонічною симплектичною структурою {\displaystyle \omega (\xi \oplus x,\eta \oplus y)=\xi (y)-\eta (x).} Якщо {\displaystyle (q_{1},...,q_{n})} є координатами у {\displaystyle X,} у {\displaystyle (p_{1},...,p_{n})} - двоїсті координати у {\displaystyle X^{*},} тоді {\displaystyle \omega =\sum {p_{k}}\land q_{k}.}
Вектори {\displaystyle v,w\in V,} для яких {\displaystyle \omega (v,w)=0,} є косоортогональними. Будь-який підпростір симплектичного простору має косоортогональне доповнення, яке через невиродженість симплектичного простору (тобто кососкалярного добутку), дійсно має додаткову розмірність, однак на відміну від евклідового випадку, може перетинатися із початковим підпростором. Наприклад, кососкалярний квадрат будь-якого вектора дорівнює нулю, тому косоортогональне доповнення прямої - гіперплощина, яка містить цю пряму. І навпаки, косоортогональне доповнення до гіперплощини - пряма, яка співпадає із ядром обмеження симплектичної структури на цю гіперплощину. 
Якщо у підпростору евклідового простору є лише один інваріант - розмірність, то у симплектичній геометрії окрім розмірності, існує ранг обмеження симплектичної структури на підпростір. Цей інваріант є тривіальним лише у випадках із прямою на гіперплощині. У загальному випадку справедливою є відносна теорема Дарбу, яка полягає у тому, що підпростір рангу {\displaystyle 2r} й розмірності {\displaystyle 2r+k} симплектичного простору у відповідних координатах Дарбу задається рівняннями
{\displaystyle q_{r+k+1}=...=q_{n}=0,\quad \quad p_{r+1}=...=p_{n}=0.}
Косоортогональне доповнення такого простору заається рівняннями {\displaystyle q_{1}=...=q_{r}=0,\quad p_{1}=...,p_{r+k}=0} й перетинається із ним по {\displaystyle k}-вимірному ядру обмеження симплектичної форми. 
Підпростори із рангом 0 (тобто які знаходяться у своєму косоортогональному доповненні) є ізотропними. Підпростори, які містять своє косоорогональне доповнення, є коізотропними. Одночасно ізотропні та косоізотропні підпростори є лагранжевими підпросторами, розмірність яких дорівнює половині розмірності симплектичного простору. Множина усіх лагранжевих підпросторів симплектичного простору розмірності {\displaystyle 2\pi } є гладким многовидом й називається грасманіаном Лагранжа {\displaystyle \Lambda _{n},} який є дифеоморфним многовиду суміжних класів групи {\displaystyle G_{n}} унітарних {\displaystyle n\times n}-матриць по групі {\displaystyle O_{n}} ортогональних матриць (унітарний репер у {\displaystyle \mathbb {C} ^{n}} породжує лагранжевий підпростір у одійсненні {\displaystyle \mathbb {C} ^{n}}), таким чином, {\displaystyle \mathrm {dim} \,\Lambda _{n}={\frac {n(n+1)}{2}}.}. 